# Australopithecus
Australopithecus (på dansk også sydabe) er en slægt af uddøde homininer nært beslægtede med moderne mennesker. Austrolopithecinerne opstod for ca. 4,2 millioner år siden og var i grundtræk opretstående aber, muligvis med meget simpel redskabsbrug, sjældent mere end 1,2 meter høje og med hjernestørrelser på kun ca. 35% af den menneskelige.

## Arter
De kendteste arter inden for slægten er A. afarensis (hvor et af de mest kendte fossiler kendes som "Lucy") og A. africanus, der antages at være stamfader til slægten Homo, hvortil det moderne mennesker hører.
Andre medlemmer af slægten er A. anamensis, A. bahrelghazali og A. garhi. Tidligere inkluderedes tillige en række arter, aethiopicus, boisei og robustus under slægten Australopithecus, men disse regnes nu til en særskilt slægt ved navn Paranthropus, der menes at have udviklet sig fra de tidlige australopitheciner.
Oversigt over fund af forskellige arter:
| Art (fossil)                                                 | Fundets navn blandt forskere | Fundets alder     | Fundsted og -år                                | Fundet af                                         |
| ------------------------------------------------------------ | ---------------------------- | ----------------- | ---------------------------------------------- | ------------------------------------------------- |
| A. anamensis (kæbe- og andre knoglestykker af voksen kvinde) | KNM KP 29281                 | 4,17-4,07 mio. år | Kanapoi i Kenya, 1994                          | P. Nzube                                          |
| A. afarensis (underkæbe af voksen)                           | LH 4                         | 3,8-3,6 mio. år   | Tanzania, 1974                                 | Mary Leakey                                       |
| A. afarensis (hoved og mange kropsknogler af en pige)        | DIK-1 (Selam)                | 3,3 mio. år       | Afar-dalen i Etiopien, 2000                    | Zeresenay Alemseged                               |
| A. afarensis (næsten komplet skelet af voksen kvinde)        | AL 288-1 (Lucy)              | 3,2 mio år        | Afar-dalen i Æthiopien, 1974                   | Donald Johanson                                   |
| A. afarensis (knæled)                                        | AL 129-1                     | 3,2-3,0 mio. år   | Hadar, Afar i Æthiopien, 1973                  | Donald Johanson                                   |
| A. afarensis                                                 | AL 200-1                     | 3,2-3,0 mio. år   | Hadar ved Awash-floden, Afar i Æthiopien, 1975 | Donald Johanson                                   |
| A. afarensis                                                 | AL 444-2                     | 3,0 mio. år       | Hadar, Afar i Æthiopien, 1991                  | Bill Kimbel                                       |
| A. africanus                                                 | STS 14                       | 2,8-2,6 mio. år   | Sterkfontein i Sydafrika, 1947                 | Robert Broom                                      |
| A. africanus (kranium)                                       | STS 5                        | 2,8-2,5 mio år    | Sterkfontein i Sydafrika, 1947                 | Robert Broom                                      |
| A. africanus (kranium)                                       | Taung 1                      | 2,5-2,3 mio år    | Taung i Sydafrika, 1924                        | M. de Bruyn, opdaget og beskrevet af Raymond Dart |